# Ботулино
Ботулино — деревня в Гороховецком районе Владимирской области России. Входит в состав Денисовского сельского поселения.

## География
Деревня расположена близ берега реки Клязьма в 16 км на северо-восток от центра поселения посёлка Пролетарский и в 20 км на запад от Гороховца.

## История
В XIX — первой четверти XX века деревня входила в состав Олтушевской волости Вязниковского уезда. В 1859 году в деревне числилось 15 дворов, в 1905 году — 21 дворов, в 1926 году — 23 двора.
С 1929 года деревня входила в состав Тархановского сельсовета Вязниковского района, с 1940 года — в составе Перовского сельсовета, с 1965 года — в составе Литовского сельсовета Гороховецкого района, с 1969 года — в составе Крутовского сельсовета, с 2005 года в составе Денисовского сельского поселения.

## Население
| 1859 | 1905 | 1926 | 2002 | 2010 | 2021 |
| ---- | ---- | ---- | ---- | ---- | ---- |
| 105  | ↗160 | ↘108 | ↘8   | ↘7   | ↘4   |